# Lista de prêmios e indicações recebidos por The Vampire Diaries
The Vampire Diaries é uma série de televisão americana de drama sobrenatural que estreou na The CW em 10 de setembro de 2009, e concluiu em 10 de março de 2017, após exibir oito temporadas. Os roteiristas Kevin Williamson e Julie Plec adaptaram o show de L. J. Smith de mesmo nome. A série se passa em Mystic Falls, Virgínia, uma pequena cidade fictícia assombrada por seres sobrenaturais. Ela se concentra no triângulo amoroso entre a protagonista Elena Gilbert (Nina Dobrev) e os irmãos vampiros Stefan Salvatore (Paul Wesley) e Damon Salvatore (Ian Somerhalder). À medida que a narrativa se desenvolve no decorrer do show, o ponto focal muda para o passado misterioso da cidade envolvendo a sósia malévola de Elena, Katherine Pierce (Dobrev) e a família de Vampiros Originais, todos os quais têm uma agenda maligna própria.
A série foi indicada para muitos prêmios, incluindo 67 Teen Choice Awards (30 vitórias), 27 People's Choice Awards (cinco vitórias) e oito Saturn Awards. Os três protagonistas principais — Dobrev, Wesley e Somerhalder — receberam o maior número de indicações. A atriz principal Dobrev foi indicada para 21 prêmios, ganhando cinco Teen Choice Awards, um People's Choice Award e um Young Hollywood Award. Somerhalder recebeu ampla aclamação da crítica por seu papel de Damon Salvatore, e é o membro do elenco mais indicado, com 30 indicações.

## Prémios e indicações
| Prémio                 | Ano  | Categoria                                      | Nomeado(s)                                   | Resultado | Ref.                 |
| ---------------------- | ---- | ---------------------------------------------- | -------------------------------------------- | --------- | -------------------- |
| Alma Award             | 2011 | Favorite TV Actor – Supporting Role in a Drama | Michael Trevino                              | Indicado  | [ 4 ] [ 5 ]          |
| Alma Award             | 2012 | Favorite TV Actor – Supporting Role in a Drama | Michael Trevino                              | Indicado  | [ 6 ] [ 7 ]          |
| Do Something Awards    | 2012 | Best TV Drama                                  | The Vampire Diaries                          | Indicado  | [ 8 ] [ 9 ] [ 10 ]   |
| Do Something Awards    | 2012 | Best TV Star: Male                             | Ian Somerhalder                              | Indicado  | [ 8 ] [ 9 ] [ 10 ]   |
| MTV Fandom Awards      | 2014 | Ship of the Year                               | Damon Salvatore e Elena Gilbert              | Venceu    | [ 11 ]               |
| MTV Fandom Awards      | 2015 | Fandom of the Year – TV Dramas                 | The Vampire Diaries                          | Indicado  |                      |
| MTV Fandom Awards      | 2015 | Ship of the Year                               | Bonnie Bennett e Damon Salvatore             | Indicado  |                      |
| People's Choice Awards | 2010 | Favorite New TV Drama                          | The Vampire Diaries                          | Venceu    | [ 12 ]               |
| People's Choice Awards | 2010 | Favorite Sci-Fi/Fantasy show                   | The Vampire Diaries                          | Indicado  | [ 12 ]               |
| People's Choice Awards | 2011 | Favorite Sci-Fi/Fantasy show                   | The Vampire Diaries                          | Indicado  | [ 13 ]               |
| People's Choice Awards | 2011 | Favorite TV Drama                              | The Vampire Diaries                          | Indicado  | [ 13 ]               |
| People's Choice Awards | 2011 | Favorite TV Drama Actor                        | Ian Somerhalder                              | Indicado  | [ 13 ]               |
| People's Choice Awards | 2012 | Favorite Sci-Fi/Fantasy show                   | The Vampire Diaries                          | Indicado  | [ 14 ]               |
| People's Choice Awards | 2012 | Favorite TV Drama                              | The Vampire Diaries                          | Indicado  | [ 14 ]               |
| People's Choice Awards | 2012 | Favorite TV Drama Actor                        | Ian Somerhalder                              | Indicado  | [ 14 ]               |
| People's Choice Awards | 2012 | Favorite TV Drama Actress                      | Nina Dobrev                                  | Venceu    | [ 14 ]               |
| People's Choice Awards | 2013 | Favorite Sci-Fi/Fantasy show                   | The Vampire Diaries                          | Indicado  | [ 15 ]               |
| People's Choice Awards | 2013 | Favorite TV Drama Actor                        | Ian Somerhalder                              | Indicado  | [ 15 ]               |
| People's Choice Awards | 2013 | Favorite TV Drama Actor                        | Paul Wesley                                  | Indicado  | [ 15 ]               |
| People's Choice Awards | 2013 | Favorite TV Drama Actress                      | Nina Dobrev                                  | Indicado  | [ 15 ]               |
| People's Choice Awards | 2013 | Favorite TV Fan Following                      | TVDFamily                                    | Indicado  | [ 15 ]               |
| People's Choice Awards | 2014 | Favorite On Screen Chemistry                   | Damon Salvatore and Elena Gilbert            | Venceu    | [ 16 ]               |
| People's Choice Awards | 2014 | Favorite Sci-Fi/Fantasy Show                   | The Vampire Diaries                          | Indicado  | [ 16 ]               |
| People's Choice Awards | 2014 | Favorite Sci-Fi/Fantasy TV Actor               | Ian Somerhalder                              | Venceu    | [ 16 ]               |
| People's Choice Awards | 2014 | Favorite Sci-Fi/Fantasy TV Actress             | Nina Dobrev                                  | Indicado  | [ 16 ]               |
| People's Choice Awards | 2015 | Favorite Sci-Fi/Fantasy Show                   | The Vampire Diaries                          | Indicado  | [ 17 ]               |
| People's Choice Awards | 2015 | Favorite Sci-Fi/Fantasy TV Actor               | Ian Somerhalder                              | Indicado  | [ 17 ]               |
| People's Choice Awards | 2015 | Favorite Sci-Fi/Fantasy TV Actor               | Paul Wesley                                  | Indicado  | [ 17 ]               |
| People's Choice Awards | 2015 | Favorite Sci-Fi/Fantasy TV Actress             | Nina Dobrev                                  | Indicado  | [ 17 ]               |
| People's Choice Awards | 2015 | Favorite TV Duo                                | Ian Somerhalder and Nina Dobrev              | Venceu    | [ 17 ]               |
| People's Choice Awards | 2016 | Favorite Cable TV Sci-Fi/Fantasy Actor         | Ian Somerhalder                              | Indicado  | [ 18 ]               |
| People's Choice Awards | 2016 | Favorite Network TV Sci-Fi/Fantasy             | The Vampire Diaries                          | Indicado  | [ 18 ]               |
| People's Choice Awards | 2017 | Favorite Cable TV Sci-Fi/Fantasy Actor         | Ian Somerhalder                              | Indicado  |                      |
| People's Choice Awards | 2017 | Favorite Network TV Sci-Fi/Fantasy             | The Vampire Diaries                          | Indicado  |                      |
| Saturn Awards          | 2010 | Best Network Series                            | The Vampire Diaries                          | Indicado  | [ 19 ]               |
| Saturn Awards          | 2011 | Best Network Series                            | The Vampire Diaries                          | Indicado  | [ 20 ] [ 21 ]        |
| Saturn Awards          | 2012 | Best Youth-Oriented Television Series          | The Vampire Diaries                          | Indicado  | [ 22 ]               |
| Saturn Awards          | 2013 | Best Youth-Oriented Television Series          | The Vampire Diaries                          | Indicado  | [ 23 ]               |
| Saturn Awards          | 2014 | Best Youth-Oriented Television Series          | The Vampire Diaries                          | Indicado  | [ 24 ]               |
| Saturn Awards          | 2015 | Best Youth-Oriented Television Series          | The Vampire Diaries                          | Indicado  | [ 25 ]               |
| Saturn Awards          | 2017 | Best Horror Television Series                  | The Vampire Diaries                          | Indicado  | [ 26 ]               |
| Saturn Awards          | 2018 | Best Television DVD Release                    | The Vampire Diaries (The Complete Series)    | Indicado  | [ 27 ] [ 28 ]        |
| Teen Choice Awards     | 2010 | Choice Male Hottie                             | Ian Somerhalder                              | Indicado  | [ 29 ] [ 30 ]        |
| Teen Choice Awards     | 2010 | Choice TV: Female Breakout Star                | Nina Dobrev                                  | Venceu    | [ 29 ] [ 30 ]        |
| Teen Choice Awards     | 2010 | Choice TV: Female Scene Stealer                | Kat Graham                                   | Indicado  | [ 29 ] [ 30 ]        |
| Teen Choice Awards     | 2010 | Choice TV: Male Breakout Star                  | Paul Wesley                                  | Venceu    | [ 29 ] [ 30 ]        |
| Teen Choice Awards     | 2010 | Choice TV: Villain                             | Ian Somerhalder                              | Venceu    | [ 29 ] [ 30 ]        |
| Teen Choice Awards     | 2010 | Choice TV Actor: Fantasy/Sci-Fi                | Paul Wesley                                  | Venceu    | [ 29 ] [ 30 ]        |
| Teen Choice Awards     | 2010 | Choice TV Actress: Fantasy/Sci-Fi              | Nina Dobrev                                  | Venceu    | [ 29 ] [ 30 ]        |
| Teen Choice Awards     | 2010 | Choice TV Breakout Show                        | The Vampire Diaries                          | Venceu    | [ 29 ] [ 30 ]        |
| Teen Choice Awards     | 2010 | Choice TV Show: Fantasy/Sci-Fi                 | The Vampire Diaries                          | Venceu    | [ 29 ] [ 30 ]        |
| Teen Choice Awards     | 2011 | Choice Male Hottie                             | Ian Somerhalder                              | Indicado  | [ 31 ] [ 32 ]        |
| Teen Choice Awards     | 2011 | Choice Female Hottie                           | Nina Dobrev                                  | Indicado  | [ 31 ] [ 32 ]        |
| Teen Choice Awards     | 2011 | Choice TV: Female Scene Stealer                | Kat Graham                                   | Venceu    | [ 31 ] [ 32 ]        |
| Teen Choice Awards     | 2011 | Choice TV: Male Scene Stealer                  | Michael Trevino                              | Venceu    | [ 31 ] [ 32 ]        |
| Teen Choice Awards     | 2011 | Choice TV: Villain                             | Joseph Morgan                                | Indicado  | [ 31 ] [ 32 ]        |
| Teen Choice Awards     | 2011 | Choice TV Actor: Fantasy/Sci-Fi                | Ian Somerhalder                              | Venceu    | [ 31 ] [ 32 ]        |
| Teen Choice Awards     | 2011 | Choice TV Actor: Fantasy/Sci-Fi                | Paul Wesley                                  | Indicado  | [ 31 ] [ 32 ]        |
| Teen Choice Awards     | 2011 | Choice TV Actress: Fantasy/Sci-Fi              | Nina Dobrev                                  | Venceu    | [ 31 ] [ 32 ]        |
| Teen Choice Awards     | 2011 | Choice TV Show: Fantasy/Sci-Fi                 | The Vampire Diaries                          | Venceu    | [ 31 ] [ 32 ]        |
| Teen Choice Awards     | 2011 | Choice Vampire                                 | Nina Dobrev                                  | Indicado  | [ 31 ] [ 32 ]        |
| Teen Choice Awards     | 2011 | Choice Vampire                                 | Ian Somerhalder                              | Indicado  | [ 31 ] [ 32 ]        |
| Teen Choice Awards     | 2011 | Choice Vampire                                 | Paul Wesley                                  | Indicado  | [ 31 ] [ 32 ]        |
| Teen Choice Awards     | 2012 | Choice Male Hottie                             | Ian Somerhalder                              | Venceu    | [ 33 ] [ 34 ]        |
| Teen Choice Awards     | 2012 | Choice TV: Female Scene Stealer                | Candice Accola                               | Venceu    | [ 33 ] [ 34 ]        |
| Teen Choice Awards     | 2012 | Choice TV: Male Scene Stealer                  | Michael Trevino                              | Venceu    | [ 33 ] [ 34 ]        |
| Teen Choice Awards     | 2012 | Choice TV: Villain                             | Joseph Morgan                                | Indicado  | [ 33 ] [ 34 ]        |
| Teen Choice Awards     | 2012 | Choice TV Actor: Fantasy/Sci-Fi                | Ian Somerhalder                              | Venceu    | [ 33 ] [ 34 ]        |
| Teen Choice Awards     | 2012 | Choice TV Actor: Fantasy/Sci-Fi                | Paul Wesley                                  | Indicado  | [ 33 ] [ 34 ]        |
| Teen Choice Awards     | 2012 | Choice TV Actress: Fantasy/Sci-Fi              | Nina Dobrev                                  | Venceu    | [ 33 ] [ 34 ]        |
| Teen Choice Awards     | 2012 | Choice TV Actress: Fantasy/Sci-Fi              | Kat Graham                                   | Indicado  | [ 33 ] [ 34 ]        |
| Teen Choice Awards     | 2012 | Choice TV Show: Fantasy/Sci-Fi                 | The Vampire Diaries                          | Venceu    | [ 33 ] [ 34 ]        |
| Teen Choice Awards     | 2013 | Choice TV: Female Scene Stealer                | Candice Accola                               | Indicado  | [ 35 ] [ 36 ]        |
| Teen Choice Awards     | 2013 | Choice TV: Villain                             | Joseph Morgan                                | Indicado  | [ 35 ] [ 36 ]        |
| Teen Choice Awards     | 2013 | Choice TV Actor: Fantasy/Sci-Fi                | Ian Somerhalder                              | Venceu    | [ 35 ] [ 36 ]        |
| Teen Choice Awards     | 2013 | Choice TV Actor: Fantasy/Sci-Fi                | Paul Wesley                                  | Indicado  | [ 35 ] [ 36 ]        |
| Teen Choice Awards     | 2013 | Choice TV Actress: Fantasy/Sci-Fi              | Nina Dobrev                                  | Venceu    | [ 35 ] [ 36 ]        |
| Teen Choice Awards     | 2013 | Choice TV Actress: Fantasy/Sci-Fi              | Kat Graham                                   | Indicado  | [ 35 ] [ 36 ]        |
| Teen Choice Awards     | 2013 | Choice TV Male Scene Stealer                   | Steven R. McQueen                            | Indicado  | [ 35 ] [ 36 ]        |
| Teen Choice Awards     | 2013 | Choice TV Show: Fantasy/Sci-Fi                 | The Vampire Diaries                          | Venceu    | [ 35 ] [ 36 ]        |
| Teen Choice Awards     | 2014 | Choice Male Hottie                             | Ian Somerhalder                              | Indicado  | [ 37 ] [ 38 ] [ 39 ] |
| Teen Choice Awards     | 2014 | Choice TV: Female Scene Stealer                | Candice Accola                               | Venceu    | [ 37 ] [ 38 ] [ 39 ] |
| Teen Choice Awards     | 2014 | Choice TV: Villain                             | Paul Wesley                                  | Indicado  | [ 37 ] [ 38 ] [ 39 ] |
| Teen Choice Awards     | 2014 | Choice TV: Male Scene Stealer                  | Michael Trevino                              | Indicado  | [ 37 ] [ 38 ] [ 39 ] |
| Teen Choice Awards     | 2014 | Choice TV Actor: Sci-Fi/Fantasy                | Ian Somerhalder                              | Venceu    | [ 37 ] [ 38 ] [ 39 ] |
| Teen Choice Awards     | 2014 | Choice TV Actor: Sci-Fi/Fantasy                | Paul Wesley                                  | Indicado  | [ 37 ] [ 38 ] [ 39 ] |
| Teen Choice Awards     | 2014 | Choice TV Actress: Sci-Fi/Fantasy              | Nina Dobrev                                  | Venceu    | [ 37 ] [ 38 ] [ 39 ] |
| Teen Choice Awards     | 2014 | Choice TV Actress: Sci-Fi/Fantasy              | Kat Graham                                   | Indicado  | [ 37 ] [ 38 ] [ 39 ] |
| Teen Choice Awards     | 2014 | Choice TV Show: Fantasy/Sci-Fi                 | The Vampire Diaries                          | Venceu    | [ 37 ] [ 38 ] [ 39 ] |
| Teen Choice Awards     | 2015 | Choice TV: Chemistry                           | Kat Graham and Ian Somerhalder               | Indicado  | [ 40 ] [ 41 ]        |
| Teen Choice Awards     | 2015 | Choice TV: Liplock                             | Candice Accola and Paul Wesley               | Indicado  | [ 40 ] [ 41 ]        |
| Teen Choice Awards     | 2015 | Choice TV: Liplock                             | Nina Dobrev and Ian Somerhalder              | Venceu    | [ 40 ] [ 41 ]        |
| Teen Choice Awards     | 2015 | Choice TV: Scene Stealer                       | Kat Graham                                   | Indicado  | [ 40 ] [ 41 ]        |
| Teen Choice Awards     | 2015 | Choice TV: Villain                             | Chris Wood                                   | Indicado  | [ 40 ] [ 41 ]        |
| Teen Choice Awards     | 2015 | Choice TV Actor: Fantasy/Sci-Fi                | Ian Somerhalder                              | Indicado  | [ 40 ] [ 41 ]        |
| Teen Choice Awards     | 2015 | Choice TV Actor: Fantasy/Sci-Fi                | Paul Wesley                                  | Indicado  | [ 40 ] [ 41 ]        |
| Teen Choice Awards     | 2015 | Choice TV Actress: Fantasy/Sci-Fi              | Candice Accola                               | Indicado  | [ 40 ] [ 41 ]        |
| Teen Choice Awards     | 2015 | Choice TV Actress: Fantasy/Sci-Fi              | Nina Dobrev                                  | Venceu    | [ 40 ] [ 41 ]        |
| Teen Choice Awards     | 2015 | Choice TV Show: Fantasy/Sci-Fi                 | The Vampire Diaries                          | Venceu    | [ 40 ] [ 41 ]        |
| Teen Choice Awards     | 2016 | Choice TV: Chemistry                           | Kat Graham and Ian Somerhalder               | Indicado  | [ 42 ] [ 43 ]        |
| Teen Choice Awards     | 2016 | Choice TV: Liplock                             | Candice King and Paul Wesley                 | Indicado  | [ 42 ] [ 43 ]        |
| Teen Choice Awards     | 2016 | Choice TV Actor: Fantasy/Sci-Fi                | Ian Somerhalder                              | Indicado  | [ 42 ] [ 43 ]        |
| Teen Choice Awards     | 2016 | Choice TV Actor: Fantasy/Sci-Fi                | Paul Wesley                                  | Indicado  | [ 42 ] [ 43 ]        |
| Teen Choice Awards     | 2016 | Choice TV Actress: Fantasy/Sci-Fi              | Kat Graham                                   | Indicado  | [ 42 ] [ 43 ]        |
| Teen Choice Awards     | 2016 | Choice TV Actress: Fantasy/Sci-Fi              | Candice King                                 | Indicado  | [ 42 ] [ 43 ]        |
| Teen Choice Awards     | 2016 | Choice TV Show: Fantasy/Sci-Fi                 | The Vampire Diaries                          | Indicado  | [ 42 ] [ 43 ]        |
| Teen Choice Awards     | 2017 | Choice TV Actor: Fantasy/Sci-Fi                | Ian Somerhalder                              | Indicado  | [ 44 ] [ 45 ]        |
| Teen Choice Awards     | 2017 | Choice TV Actress: Fantasy/Sci-Fi              | Kat Graham                                   | Venceu    | [ 44 ] [ 45 ]        |
| Teen Choice Awards     | 2017 | Choice TV Show: Fantasy/Sci-Fi                 | The Vampire Diaries                          | Venceu    | [ 44 ] [ 45 ]        |
| Young Hollywood Awards | 2010 | Cast to Watch                                  | Nina Dobrev, Paul Wesley and Ian Somerhalder | Venceu    | [ 46 ]               |
| Young Hollywood Awards | 2010 | Making Their Mark                              | Nina Dobrev                                  | Venceu    | [ 46 ]               |
| Young Hollywood Awards | 2014 | Best Cast Chemistry – TV                       | The Vampire Diaries                          | Indicado  | [ 47 ]               |
| Young Hollywood Awards | 2014 | Best Threesome                                 | Nina Dobrev, Paul Wesley and Ian Somerhalder | Venceu    | [ 47 ]               |
| Young Hollywood Awards | 2014 | Fan Favorite Actor – Female                    | Nina Dobrev                                  | Indicado  | [ 47 ]               |